# Nikolina Shtereva
Nikolina Shtereva (Bulgaria, 21 de junio de 1955) es una atleta búlgara retirada, especializada en la prueba de 800 m en la que llegó a ser subcampeona olímpica en 1976.

## Carrera deportiva
En los JJ. OO. de Montreal 1976 ganó la medalla de plata en los 800 metros, con un tiempo de 1:55.42 segundos, tras la soviética Tatyana Kazankina que con 1:54.94 segundos batió el récord del mundo, y por delante de la alemana Elfi Zinn (bronce).